# AeroContractors of Nigeria

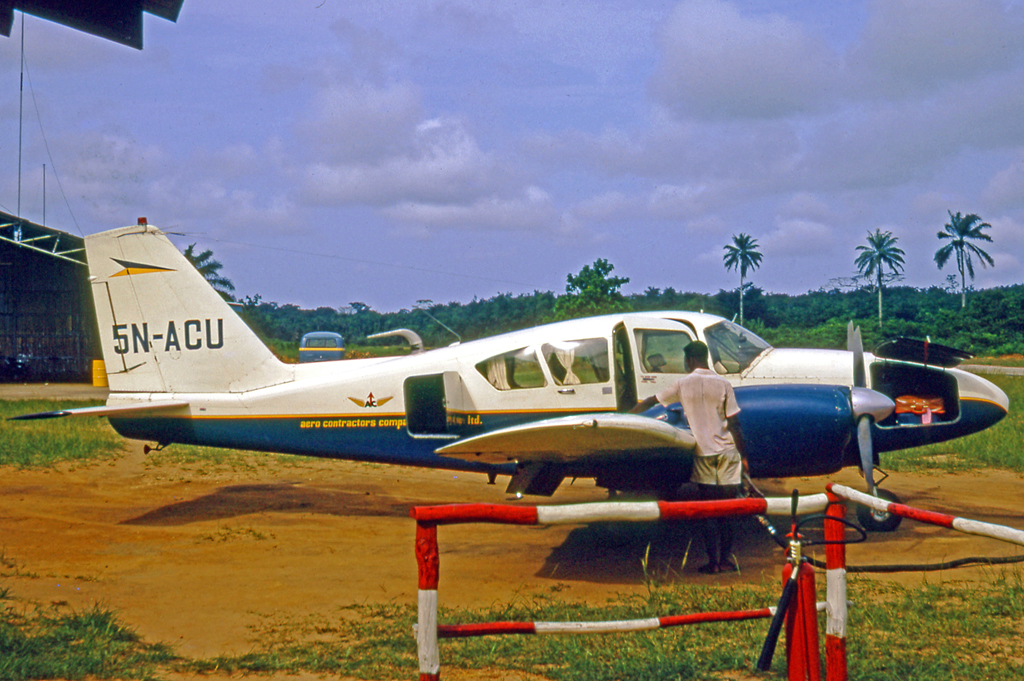
Un Piper PA-27 en 1970

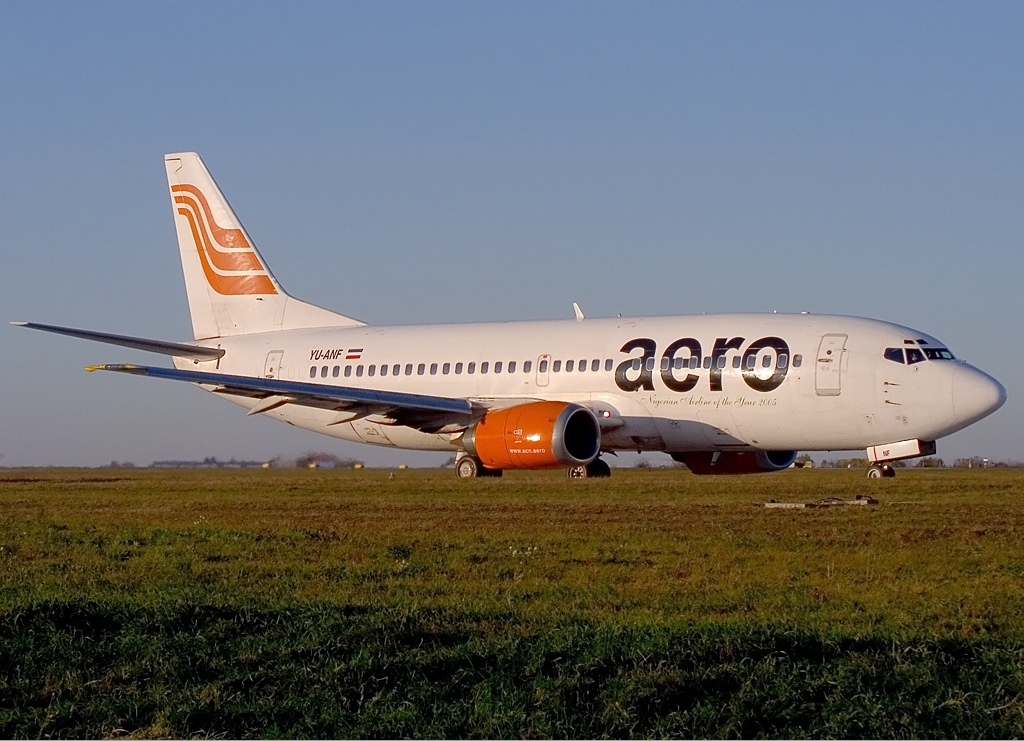
Boeing 737 d'AeroContractors

AeroContractors Company of Nigeria Ltd (code AITA : AJ ; code OACI : NIG) est une compagnie aérienne du Nigeria qui a été fondée en novembre 1958, par une compagnie néerlandaise, Schreiner. Son nom est souvent abrégé en Aero.

## Histoire
Son histoire a commencé quand Schreiner a envoyé une partie de sa flotte en Afrique de l'Ouest à la suite de la découverte de champs pétrolifères, en créant Schreiner AeroContractors, seulement deux ans après que Bob Schreiner effectua une campagne iranienne.

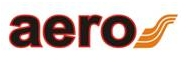
Ancien logo d'AeroContractors

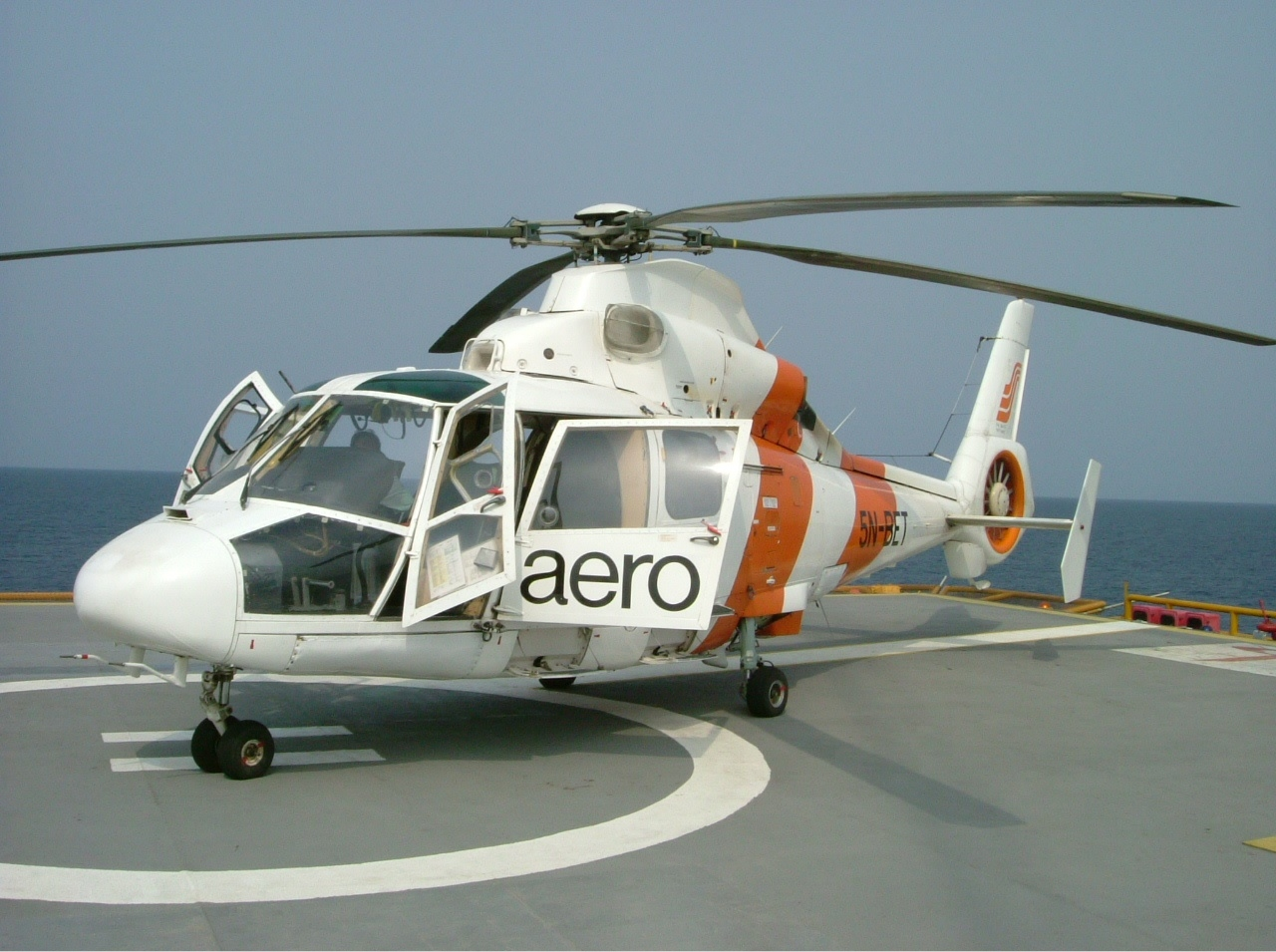
Eurocopter Dauphin

En 1959, Schreiner AeroContractors devint AeroContractors Company of Nigeria Limited, une filiale de Schreiner Airways.
AeroContractors Company of Nigeria Limited (ACN) comporte deux divisions : Aero Nigeria gérant les services réguliers de passagers et Rotary Wing gérant les services d'aviation pétrolière et gazière en mer par hélicoptère.

## Flotte
- Boeing 737-400[2]
- Boeing 737-500
- De Havilland Canada DHC-8-300

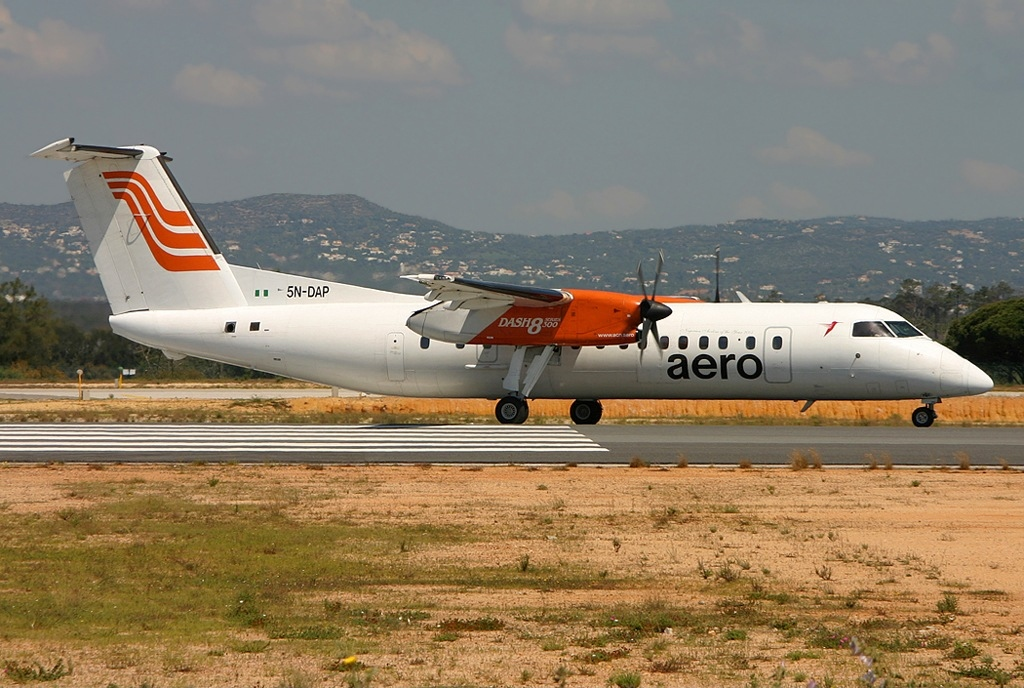
Bombardier Dash 8-311
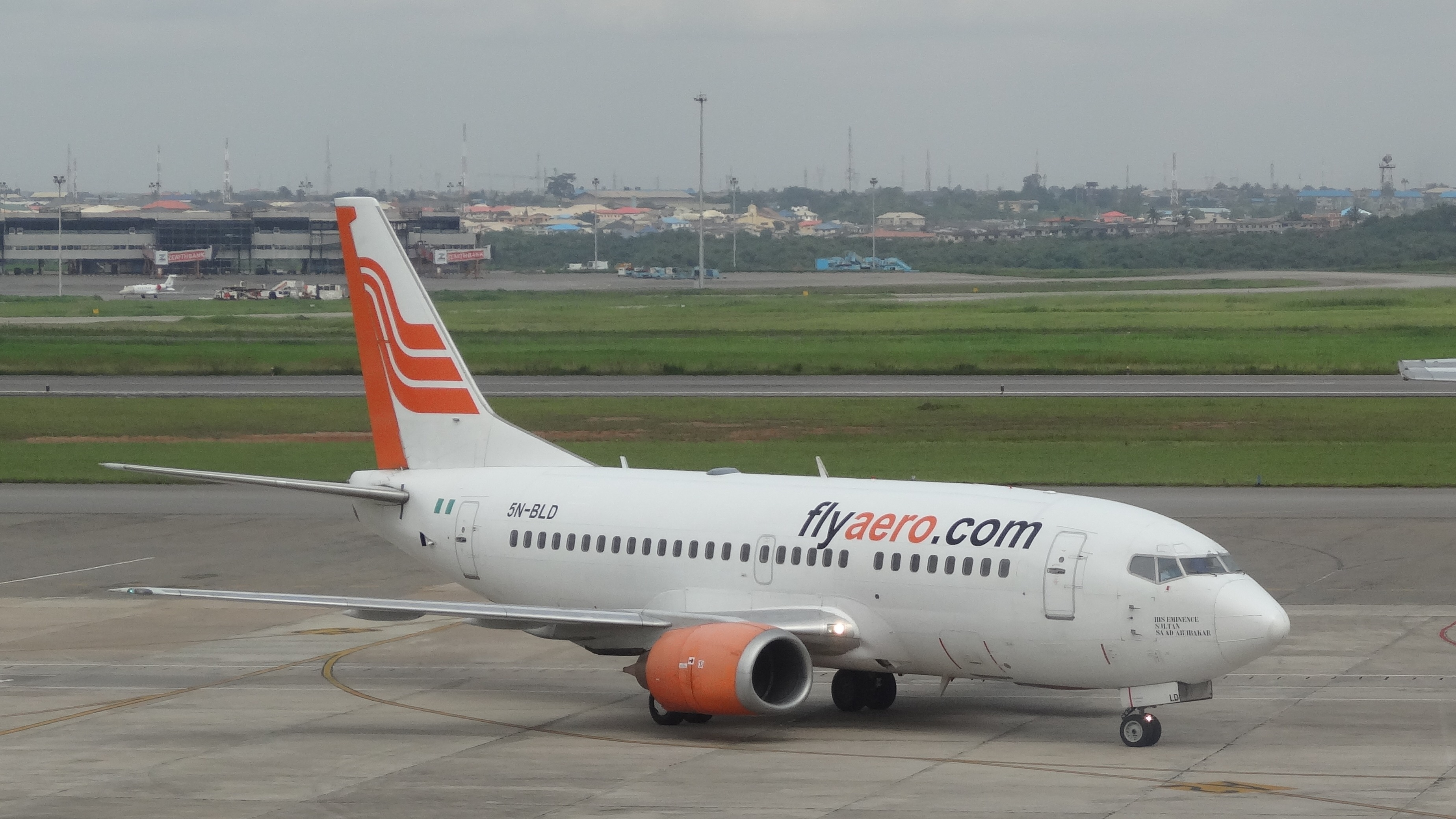
Boeing 737-500